# Amblyseius popularis
Amblyseius popularis är en spindeldjursart som först beskrevs av De Leon 1962.  Amblyseius popularis ingår i släktet Amblyseius och familjen Phytoseiidae. Inga underarter finns listade i Catalogue of Life.